# 黑兹尔 (南达科他州)
黑兹尔（英語：Hazel）是美国南达科他州下属的一座城鎮。根据2010年美国人口普查，该鎮有人口92人。论人口在本州排行第239。